# 庫氏膜首鱈
庫氏膜首鱈（学名：Hymenocephalus kuronumai），也称黑沼氏镖吻鳕，为鼠尾鱈科膜首鱈屬下的一个种。此种分布於西北太平洋區，並主要在日本太平洋側以及台灣東部海域出沒。此种之雄性身長最長可達20厘米。屬深海底棲魚類，棲息深度315-596公尺，體長可達20公分，棲息在大陸坡底層水域，生活習性不明。